# Équipe de France de football en 1937
Chronologie
Saison précédente Saison suivante
L'équipe de France joue sept matches en 1937 pour deux victoires, un nul et quatre défaites. 
Pour la première fois de son histoire, un match de l'équipe de France se termine sans but marqué : il s'agit du match France-Italie joué le 5 décembre.

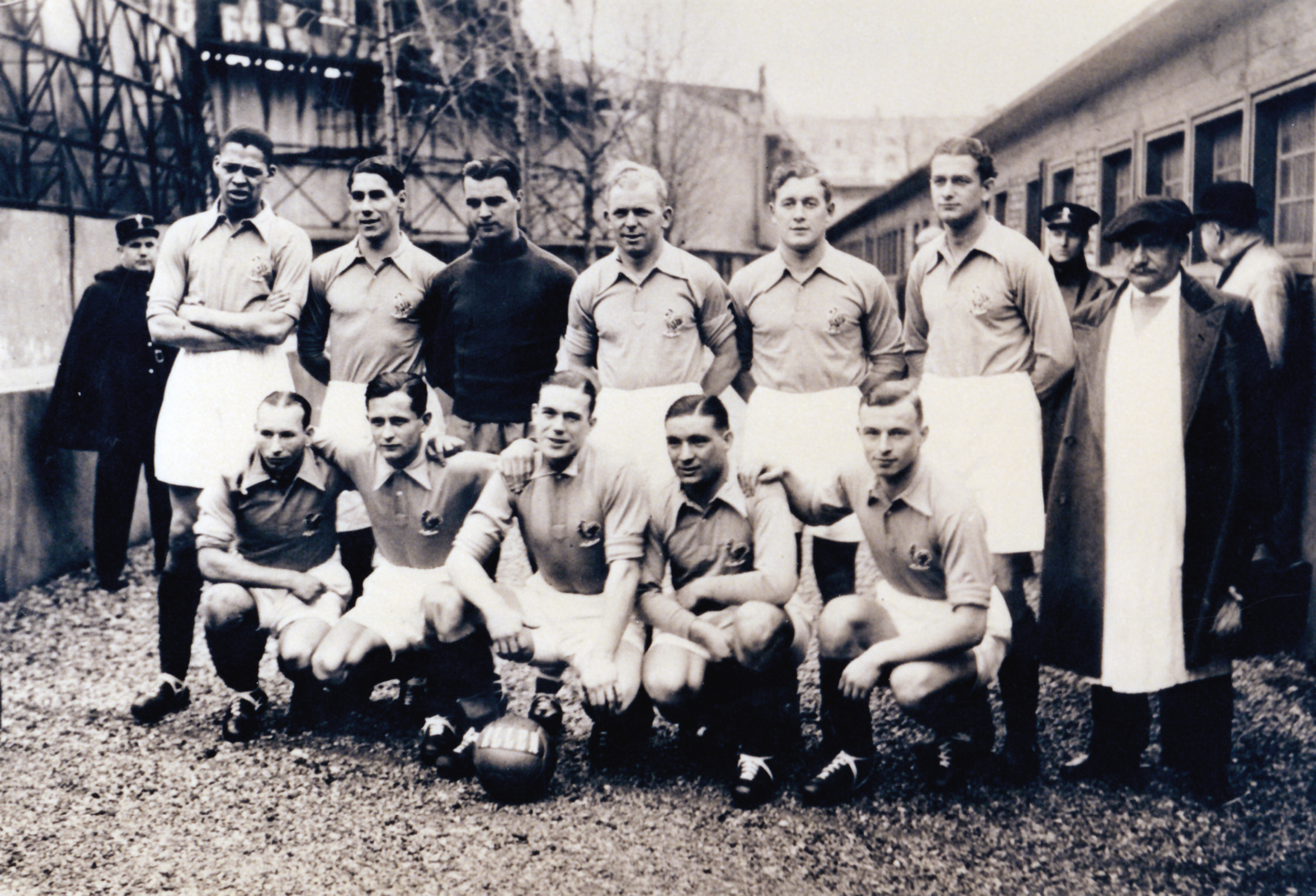
L'équipe qui affronte l'Autriche le 24 janvier. Debout : Diagne, Dupuis, Llense, André, Payen, Gabrillargues. Accroupis : Novicki, Rio, Nicolas, Janin, Antoinette.

## Les matchs
| Date            | Stade                                           | Adversaire           | Score | Comp | Buteurs français                               |
| 24 janvier 1937 | Parc des Princes Paris, France                  | Autriche             | D 1-2 | A    | Novicki (42e)                                  |
| 21 février 1937 | Stade du Heysel Bruxelles, Belgique             | Belgique             | D 1-3 | A    | Rio (12e)                                      |
| 21 mars 1937    | Adolf-Hitler-Kampfbahn Stuttgart, Allemagne     | Allemagne            | D 0-4 | A    | -                                              |
| 23 mai 1937     | Stade olympique Yves-du-Manoir Colombes, France | État libre d'Irlande | D 0-2 | A    | -                                              |
| 10 octobre 1937 | Parc des Princes Paris, France                  | Suisse               | V 2-1 | A    | Veinante (41e & 82e)                           |
| 31 octobre 1937 | Olympish Amsterdam, Pays-Bas                    | Pays-Bas             | V 3-2 | A    | Nicolas (12e), Langiller (48e), Courtois (73e) |
| 5 décembre 1937 | Parc des Princes Paris, France                  | Italie               | N 0-0 | A    | -                                              |

A : match amical.

## Les joueurs
| Joueurs                                                                    |    |    |    |    |    |    |    |
| Gardiens de but                                                            |    |    |    |    |    |    |    |
| René Llense (FC Sète)                                                      | 90 | 90 |    |    |    |    |    |
| Laurent Di Lorto (FC Sochaux)                                              |    |    | 90 | 90 | 90 | 90 | 90 |
| Défenseurs                                                                 |    |    |    |    |    |    |    |
| Raoul Diagne (Racing Paris)                                                | 90 | 90 | 90 | 90 |    |    |    |
| Maurice Dupuis (Racing Paris) (1re sélection)                              | 90 | 90 | 90 |    |    |    |    |
| Abdelkader Ben Bouali (Olympique de Marseille) (1re et dernière sélection) |    |    |    | 90 |    |    |    |
| Hector Cazenave (FC Sochaux) (1re sélection)                               |    |    |    |    | 90 | 90 | 90 |
| Etienne Mattler (FC Sochaux)                                               |    |    |    |    | 90 | 90 | 90 |
| Milieux                                                                    |    |    |    |    |    |    |    |
| Michel Payen (FC Rouen) (uniques sélections)                               | 90 | 90 | 90 |    |    |    |    |
| Mathieu André (FC Rouen) (dernières sélections)                            | 90 | 90 |    |    |    |    |    |
| Louis Gabrillargues (FC Sète) (9e et dernière sélection)                   | 90 |    |    |    |    |    |    |
| François Bourbotte (SC Fives) (1re sélection)                              |    | 90 | 90 | 90 | 90 | 90 | 90 |
| Edmond Delfour (Racing Paris/RC Roubaix)                                   |    |    | 90 | 90 | 90 | 90 | 90 |
| Georges Meuris (Red Star Olympique) (1re et dernière sélection)            |    |    |    | 90 |    |    |    |
| Marcel Desrousseaux (Racing Club de Roubaix) (2d et dernière sélection)    |    |    |    |    | 90 |    |    |
| Charles Fosset (FC Metz) (uniques sélections)                              |    |    |    |    |    | 90 | 90 |
| Attaquants                                                                 |    |    |    |    |    |    |    |
| Roger Rio (FC Rouen) (dernières sélections)                                | 90 | 90 | 90 |    |    |    |    |
| Bernard Antoinette (FC Rouen) (uniques sélections)                         | 90 | 90 |    |    |    |    |    |
| Jean Nicolas (FC Rouen)                                                    | 90 |    | 90 |    |    | 90 | 90 |
| Georges Janin (Red Star Olympique) (1re et dernière sélection)             | 90 |    |    |    |    |    |    |
| Edmond Novicki (RC Lens) (2d et dernière sélection)                        | 90 |    |    |    |    |    |    |
| Fritz Keller (RC Strasbourg) (8e et dernière sélection)                    |    | 90 | 90 |    |    |    |    |
| Roger Courtois (FC Sochaux)                                                |    | 90 |    | 90 | 90 | 90 | 90 |
| Pierre Duhart (FC Sochaux) (6e et dernière sélection)                      |    | 90 |    |    |    |    |    |
| Ignace Kowalczyk (Olympique de Marseille)                                  |    |    | 90 | 90 |    |    |    |
| Jules Bigot (Olympique lillois)                                            |    |    | 90 |    |    |    |    |
| Miguel Angel Lauri (FC Sochaux) (1re et dernière sélection)                |    |    |    | 90 |    |    |    |
| Michel Frutoso (Racing Club de Roubaix) (1re et dernière sélection)        |    |    |    | 90 |    |    |    |
| Alfred Aston (Red Star Olympique) (13e sélection)                          |    |    |    | 90 |    |    |    |
| Émile Veinante (Racing Paris)                                              |    |    |    |    | 90 | 90 | 90 |
| Marcel Langiller (CA Paris) (dernières sélections)                         |    |    |    |    | 90 | 90 | 90 |
| Curt Keller (FC Sochaux) (1re et dernière sélection)                       |    |    |    |    | 90 |    |    |
| Yvan Beck (AS Saint-Étienne) (5e et dernière sélection)                    |    |    |    |    | 90 |    |    |
| Oscar Heisserer (RC Strasbourg)                                            |    |    |    |    |    | 90 | 90 |